# Lactantius Placidus
Lactantius Placidus war der Bearbeiter oder Verfasser eines spätantiken lateinischen Kommentares zu dem Epos Thebais von Statius. Über sein Leben ist sonst nichts bekannt; wahrscheinlich lebte er in der ersten Hälfte des 5. Jahrhunderts. Ihm wurden auch verschiedene andere Schriften zugeschrieben, darunter die Placidusglossen und die Narrationes fabularum (aus Ovid).

## Ausgabe des Thebais-Kommentars
- John M. Burnam (Hrsg.): The Placidus Commentary on Statius. University Press, Cincinnati (Ohio) 1901 (lateinische Ausgabe; Digitalisat).
- Robert Dale Sweeney (Hrsg.): Lactantii Placidi in Statii Thebaida commentum. Band 1: Anonymi in Statii Achilleida commentum. Fulgentii ut fingitur Planciadis super Thebaiden commentariolum. Teubner, Stuttgart 1997 (Bibliotheca scriptorum Graecorum et Romanorum Teubneriana), ISBN 3-8154-1823-2.